# 感情価
感情価（かんじょうか、英語: Valence）、または快楽的なトーン（英語: hedonic tone）は、イベント、オブジェクト、または状況の本質的な魅力/「良い」-性（正の価）または嫌悪/「悪い」-性（負の価）を指す情動の質。この用語はまた、特定の感情を特徴づけ、分類もする。たとえば、怒りや恐怖など、一般に「ネガティブ」と呼ばれる感情は、ネガティブな感情価を持っている。喜びには正の感情価がある。正の価の感情は、正の価のイベント、オブジェクト、または状況によって引き起こされる。用語もの快楽トーン記述するために使用された気持ち、情動を与え、特定の行動（例：アプローチと回避）、目標達成または未達成、および規範への準拠または違反の快楽的なトーンを説明するためにも使用される。アンビバレンスは、正と負の価数キャリア間の対立と見なすこともできる。
情動、判断、選択を研究するために価数ベースのアプローチを採用している理論家は、同じ価数の感情（例：怒りと恐怖、プライドと驚き）判断と選択に類似した影響を与える。苦しみは負の価数であり、これの反対は喜びまたは幸福。苦しみはすべての不快な感情を意味する可能性がある。

## 使用歴史
心理学でのこの用語の使用は、1935年にクルト・レヴィンの作品のドイツ語「Valenz」からの英語翻訳。元のドイツ語は「結合」を示唆し、文法的な文脈で一般的に使用され、意味的および構文的に別の単語をリンクする能力、特に完全な文を形成するためにいくつかの「追加」（例：主語や目的語）を必要とする動詞の能力を説明する。完全な文を形成する。この言葉は、19世紀以来、原子が互いに結合するメカニズムを説明するために、ハードサイエンスで使用されてきた（化学原子価を参照）。

## 感情の基準
感情価は、感情のいくつかの定義で使用される1つの基準。感情のリストから驚きを除外する理由として、価数がない可能性が挙げられているが、一部にはそれが含まれている。

## 計測
原子価に番号を割り当てて、それが測定されたかのように扱うことはできるが、主観的なレポートに基づく測定の妥当性には疑問がある。顔の表情の観察、フェイシャル・アクション・コーディングシステムとマイクロ・エクスプレッション（ ポール・エクマンを参照）、または顔面筋電図によって検出された筋活動、または最新の機能ニューロイメージングに基づく測定は、この異論を克服する可能性がある。顔の表情の知覚された感情的な価数は、右後上側頭溝と内側前頭前野に表される。